# Ambientazione
Ambientazione è un termine utilizzato nella letteratura e nel dramma che usualmente si riferisce al tempo e al luogo nel quale si svolgono gli eventi della storia. Il termine è rilevante per varie forme letterarie, come racconti, novelle, opere teatrali e sceneggiature.
L'ambientazione fornisce uno sfondo generale per la storia: ad esempio, il romanzo I Malavoglia di Giovanni Verga è ambientato ad Aci Trezza, un piccolo paese della Sicilia, negli ultimi anni del XIX secolo. Più specificamente, il termine "ambientazione" può anche indicare il momento e il luogo in cui si svolge una singola scena di una lunga storia.

## Specificazione nei generi
- Nella produzione teatrale, il termine "ambientazione" può riferirsi anche allo scenario attualmente utilizzato.
- Nella narrativa associata al gioco di ruolo, il termine "ambientazione" si riferisce a una specifica terra fantasy o altro luogo nel quale le avventure avvengono.